# Rainer Polzin
Rainer Polzin  (* 13. Februar 1971) ist ein deutscher Schachmeister.

## Leben
Von Beruf ist Polzin Rechtsanwalt und Fachanwalt für Arbeitsrecht. Polzin siegte oder belegte vordere Plätze in mehreren Turnieren: 2.–5. Platz bei der deutschen U-20-Juniorenmeisterschaft, 2. Platz beim Open in Werfen (1993), 2.–4. Platz beim Open in Bad Ragaz (1994) und 1.–3. Platz beim Open in Wemding (1998).
Er trägt seit 1993 den Titel Internationaler Meister. Den Großmeister-Titel erhielt Polzin im November 2007. Die Normen für seinen Großmeister-Titel erzielte er in der griechischen Mannschaftsmeisterschaft 2003 sowie in den Saisons 2003/04 und 2006/07 der österreichischen Schachbundesliga. Eine weitere Norm, die er allerdings für die Titelverleihung nicht mehr benötigte, hatte er in der Saison 2006/07 in der deutschen Schachbundesliga erreicht.

## Vereine
Er stammt aus der Schachjugend des Schachvereins Gifhorn, für den er bis 1995 spielte. Seitdem spielt er für die Schachfreunde Berlin (bis 2005: Schachfreunde Neukölln). Mit diesen spielte er von 1995 bis 1997, in der Saison 2007/08 und seit 2013 (mit der zweiten Mannschaft) in der 2. Bundesliga, ansonsten in der 1. Bundesliga, und nahm seit 2001 achtmal am European Club Cup teil. In der österreichischen 1. Bundesliga (bis 2003 Staatsliga A) spielte er von 1998 bis 2004 für den SK Gleisdorf, seit 2006 spielt er für ASVÖ Wulkaprodersdorf. In der französischen Top 16 spielte er in der Saison 2005/06 für Cavalier Bleu Drancy.